# 아할치헤
아할치헤(조지아어: ახალციხე, Ախալցխա, 새 궁전의 축어. 영어: Akhaltsikhe 또는 로미사)는 조지아 남서부에 삼츠헤자바헤티 주에 있는 인구 17,903명의 소규모 도시이다. 그 도시는 포츠코비 천의 양측 제방에 위치해 있으며 그 하천은 도시를 남쪽의 구도시와 북쪽의 신도시 둘로 구분짓게 한다. 그 도시의 이름은 조지아어로 "새로운 요새"로 번역된다.

## 역사

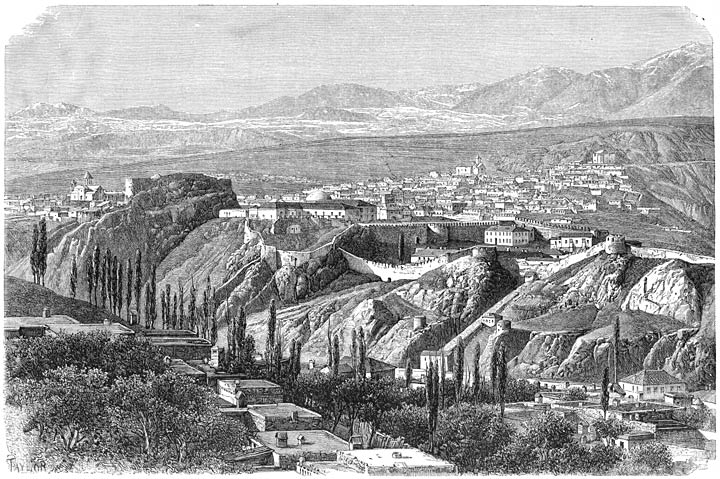
1887년 경의 아할치헤

그 도시는 조지아 연대기에서 12세기에 맨 처음 언급된다. 12~13세기에 그 도시는 삼츠헤의 공작들인 아할치헬리들의 소재지였고, 그 직분의 가장 저명한 대표자들은 (아할치헤의) 샬바와 이베네 아할치헬리였다. 13세기부터 17세기까지 그 도시와 삼츠헤는 봉건의 제켈리스 가문의 총치를 받았다. 1576년에 오스만이 그 지역들을 점령했고 1628년부터 그 도시는 오스만 제국의 아할치헤(튀르키예어: 아히스카)의 주의 중심지가 되었다. 1828~1829년의 루쏘-투르키시 전쟁 동안인 1828년에, 러시아의 파스케비치 장군이 지휘하는 대군이 도시를 점령했고, 1829년 아드리아노플(에디르네) 조약에 의해 그 도시는 러시아 제국에게 처음에는 쿠타이시의 일부분으로 그 다음에는 트빌리시 고베르노라테스의 일부분으로 양도되었다. 그 도시의 오래된 터 가운데 한 곳에서는 옛 요새, 성곽, 모스크, 자켈리스의 옛 요새(13~14세기) 그리고 성 마리네 성당을 볼 수 있다. 도시 가까이에 있는 그 고원에는 사파라 수도원(10~14세기)이 있다.

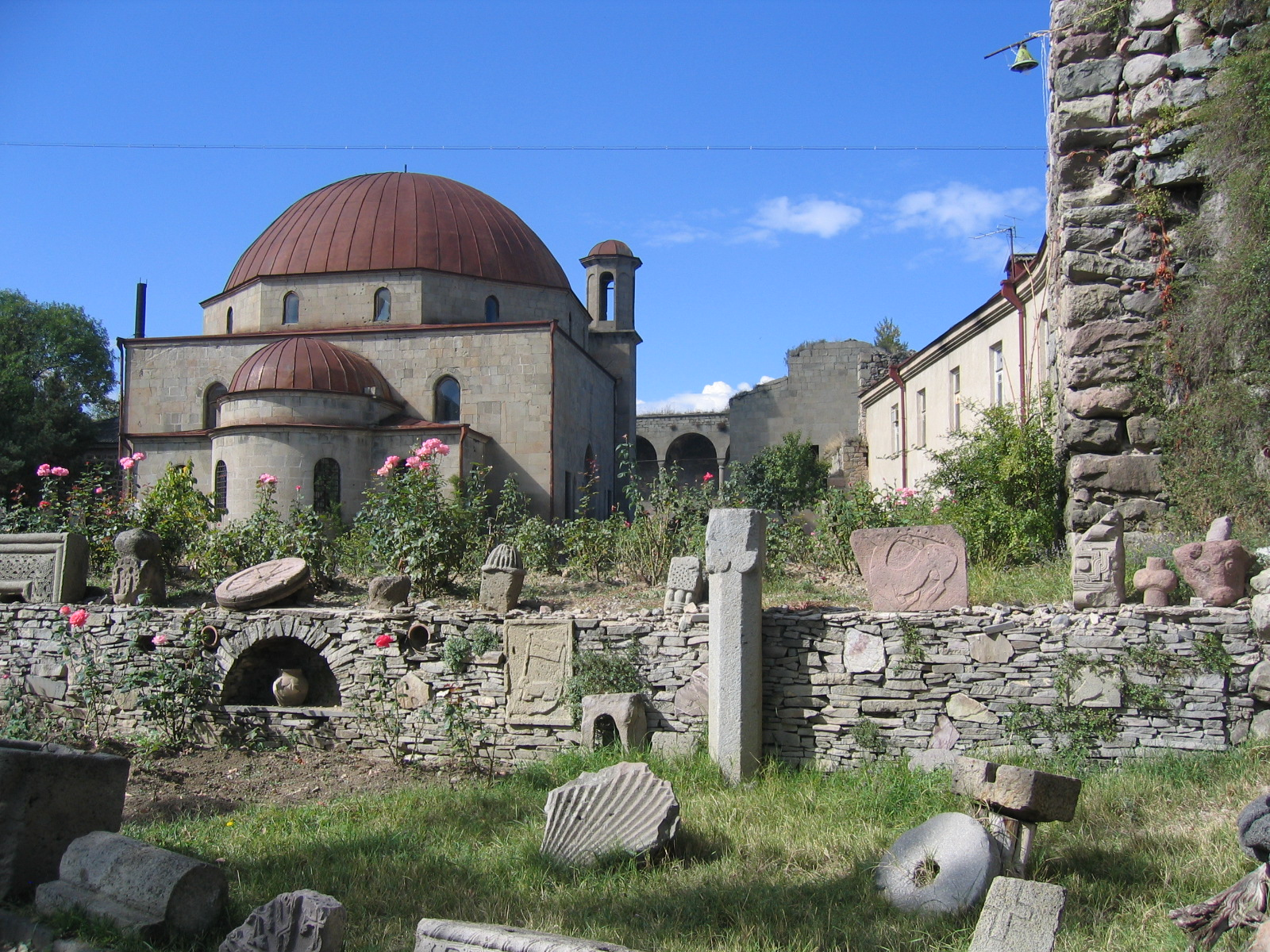
옛 저택

1980년대 후반, 그 도시는 소비에트 군대의 제10기 차량화 저격 근위대 사단의 주둔지가 되었고 소비에트 연방이 붕괴하고 그 사단은 조지아군의 한 여단이 되었다.

## 기후
| Akhaltsikhe의 기후       | Akhaltsikhe의 기후 | Akhaltsikhe의 기후 | Akhaltsikhe의 기후 | Akhaltsikhe의 기후 | Akhaltsikhe의 기후 | Akhaltsikhe의 기후 | Akhaltsikhe의 기후 | Akhaltsikhe의 기후 | Akhaltsikhe의 기후 | Akhaltsikhe의 기후 | Akhaltsikhe의 기후 | Akhaltsikhe의 기후 | Akhaltsikhe의 기후 |
| 월                       | 1월                | 2월                | 3월                | 4월                | 5월                | 6월                | 7월                | 8월                | 9월                | 10월               | 11월               | 12월               | 연간               |
| ------------------------ | ------------------ | ------------------ | ------------------ | ------------------ | ------------------ | ------------------ | ------------------ | ------------------ | ------------------ | ------------------ | ------------------ | ------------------ | ------------------ |
| 일평균 최고 기온 °C (°F) | 0.2 (32.4)         | 2.3 (36.1)         | 7.5 (45.5)         | 14.1 (57.4)        | 19.0 (66.2)        | 22.1 (71.8)        | 24.9 (76.8)        | 25.1 (77.2)        | 21.5 (70.7)        | 15.7 (60.3)        | 8.6 (47.5)         | 3.0 (37.4)         | 13.7 (56.6)        |
| 일일 평균 기온 °C (°F)   | −4.2 (24.4)        | −2.3 (27.9)        | 2.3 (36.1)         | 7.9 (46.2)         | 12.7 (54.9)        | 15.7 (60.3)        | 18.6 (65.5)        | 18.7 (65.7)        | 14.7 (58.5)        | 9.5 (49.1)         | 3.7 (38.7)         | −1.3 (29.7)        | 8.0 (46.4)         |
| 일평균 최저 기온 °C (°F) | −8.6 (16.5)        | −6.9 (19.6)        | −2.9 (26.8)        | 1.7 (35.1)         | 6.4 (43.5)         | 9.4 (48.9)         | 12.4 (54.3)        | 12.4 (54.3)        | 8.0 (46.4)         | 3.4 (38.1)         | −1.1 (30.0)        | −5.5 (22.1)        | 2.4 (36.3)         |
| 평균 강수량 mm (인치)    | 44 (1.7)           | 40 (1.6)           | 38 (1.5)           | 60 (2.4)           | 78 (3.1)           | 91 (3.6)           | 56 (2.2)           | 52 (2.0)           | 52 (2.0)           | 59 (2.3)           | 54 (2.1)           | 56 (2.2)           | 680 (26.7)         |
| 출처: Climate-Data.org   |                    |                    |                    |                    |                    |                    |                    |                    |                    |                    |                    |                    |                    |

## 국제 관계

### 자매 도시
자매 도시는 다음과 같다.
- 튀르키예, 아르트빈
- 튀르키예, 아르다한

## 같이 보기
- 아할지크 전투